# Euprymna scolopes
Espèce
Statut de conservation UICN

 DD  : Données insuffisantes
Euprymna scolopes est une espèce de seiches de la famille des Sepiolidae, vivant dans les eaux de l'océan Pacifique central, au niveau de l'archipel d'Hawaï et de l'île Midway. C'est une espèce côtière, qui vit dans des eaux claires et peu profondes.

## Description
E. scolopes mesure en moyenne 35 mm pour 2,76 g, le mâle est légèrement plus grand que la femelle.

## Alimentation
E. scolopes se nourrit essentiellement de quelques espèces de crevettes (Halocaridina rubra, Palaemon debilis, et Palaemon pacificus) mais des élevages en laboratoire ont montré qu'il était aussi capable de manger d'autres espèces de crevettes, de poissons et même d'autres céphalopodes.

## Organisme modèle

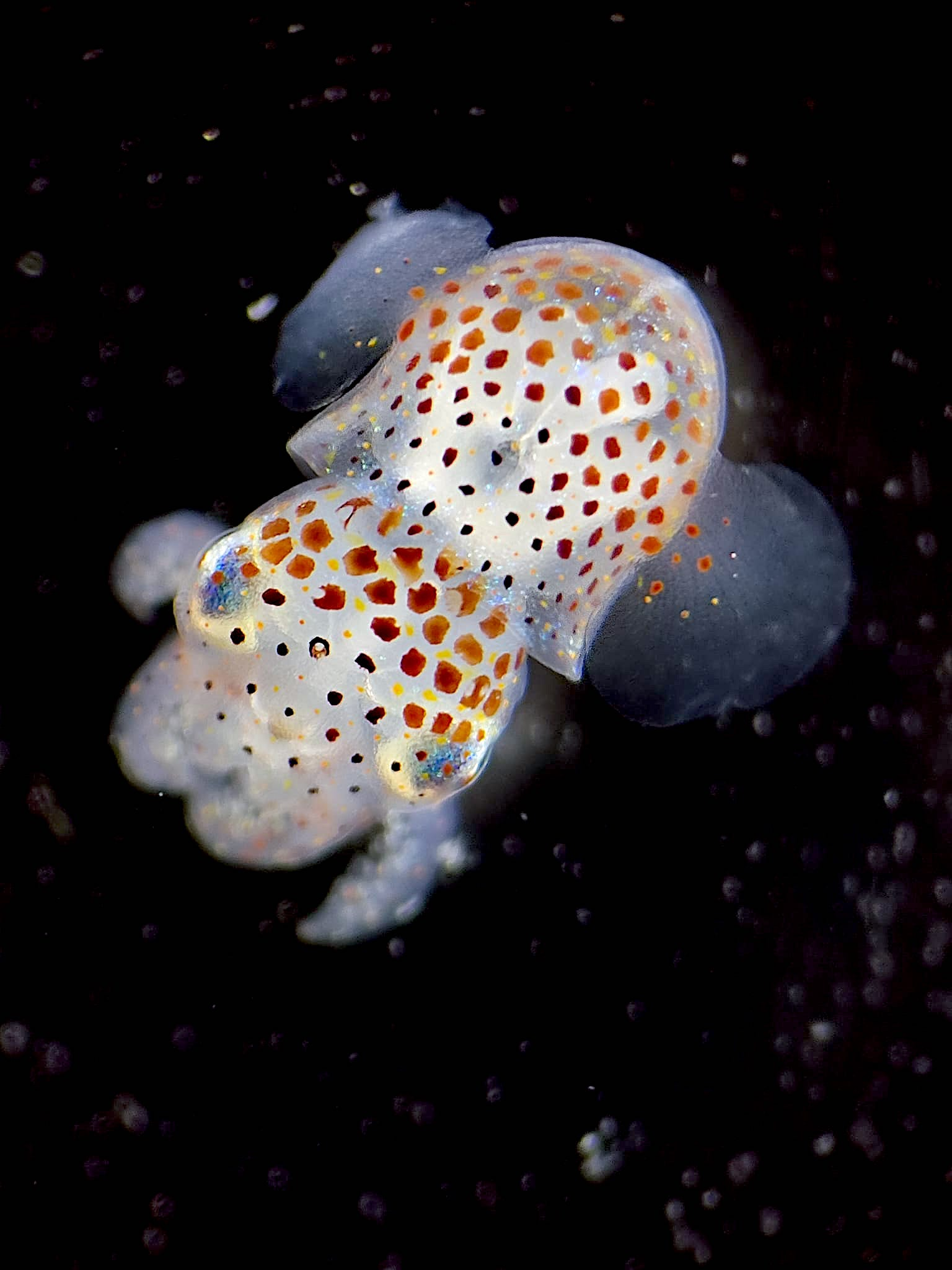
Spécimen juvénile d’Euprymna scolopes dans une nuit étoilée.

E. scolopes est un organisme modèle en biologie pour l'étude des relations symbiotiques entre animaux et bactéries. Il vit en symbiose avec une bactérie bioluminescente, Aliivibrio fischeri, qui occupe un organe luminescent présent dans son manteau. Lors de ses sorties nocturnes, la lumière émise par les bactéries permet au mollusque de dissimuler son ombre aux prédateurs, en produisant au-dessous de son corps exactement autant de lumière qu’il en reçoit par le dessus. En retour, la bactérie pioche dans les réserves nutritives de son hôte.

## Organe luminescent
La bactérie bioluminescente A. fischeri est logée dans un organe luminescent complexe, photophore ou organe électroluminescent, dans la cavité du manteau d'E. scolopes. Les vésicules extra-oculaires permettent avec les yeux de surveiller les changements de lumière. Ainsi, E. scolopes peut maintenir le même niveau de luminescence tout en se déplaçant à différentes profondeurs. Il peut également changer, baisser le niveau d'éclairement pour échapper à ses prédateurs ou se cacher de ses proies. E. scolopes peut modifier l'intensité de la bioluminescence grâce à une poche d'encre qui fonctionne comme un diaphragme autour de l'organe électroluminescent.